# Leny Andrade
Leny de Andrade Lima, conocida profesionalmente como Leny Andrade, (Río de Janeiro, 26 de enero de 1943-Río de Janeiro, 24 de julio de 2023) fue una cantante y música brasileña.

## Carrera
Con varios éxitos en las listas brasileñas desde la década de 1960, en 2007 compartió un premio Grammy Latino con César Camargo Mariano en la categoría de mejor álbum de música popular brasileña, por su disco Ao Vivo.
Comenzó su carrera cantando en clubes, vivió cinco años en México y pasó buena parte de su vida en Estados Unidos y Europa. Estudió piano en el Conservatorio de Música de Brasil. Durante su carrera grabó música con Paquito D'Rivera, Luiz Eça, Dick Farney, João Donato, Eumir Deodato, Pery Ribeiro y Francis Hime. Su estilo ha sido definido como una síntesis de samba y jazz.

## Discografía
- A Sensacao (RCA, 1961)
- A Arte Maior de Leny Andrade (Polydor, 1963)
- Gemini V with Pery Ribeiro (Odeon, 1965)
- Estamos Ai (Odeon, 1965)
- Gemini V en Mexico cn Pery Ribeiro (Odeon, 1966)
- Leny Andrade (RVV, 1968)
- Gemini Cinco Anos Depois con Pery Ribeiro (Odeon, 1972)
- Alvoroco (Odeon, 1973)
- Leny Andrade (Odeon, 1975)
- Registro (CBS, 1979)
- Leny Andrade (Pointer, 1984)
- Cartola 80 Anos (Pan Producoes Artisticas, 1987)
- Luz Neon (Eldorado, 1989)
- Eu Quero Ver (Eldorado, 1990)
- Bossa Nova (Eldorado, 1991)
- Embraceable You (Timeless, 1991)
- Nos con Cesar Camargo Mariano (Velas, 1993)
- Maiden Voyage con Fred Hersch (Chesky, 1994)
- Coisa Fina con Romero Lubambo (Perfil Musical, 1994)
- Letra & Musica: Antonio Carlos Jobim con Cristovao Bastos (Lumiar Discos, 1995)
- Luz Negra: Nelson Cavaquinho por Leny Andrade (Velas, 1995)
- Bossas Novas (Albatroz, 1998)
- Seja Voce (Albatroz, 2001)
- Canta Altay Veloso (Obi Music, 2002)
- Lua Do Arpoador con Romero Lubambo (Biscoito Fino, 2006)
- Ao Vivo (Albatroz, 2012)
- As Cancoes Do Rei (Albatroz, 2013)
- Iluminados – Leny Andrade sings Ivan Lins & Vítor Martins (2014)
- Alegria De Viver con Roni Ben-Hur (Motema, 2014)
- Canta Fred Falcao: Bossa Nova (Biscoito Fino, 2018)
- Alma Mia (Fina Flor, 2019)